# 扎斯拉夫斯卡亚市镇
扎斯拉夫斯卡亚市镇（俄语：Заславское муниципальное образование）是俄罗斯联邦伊尔库茨克州巴拉甘斯克区所属的一个市镇。其下辖有3个居民点，行政中心为扎斯拉夫斯卡亚。据2016年统计，该市镇的人口为937人。